# 天主教教理
《天主教教理》（拉丁語：Catechismus Catholicae Ecclesiae，縮寫為CCC），或譯《天主教要理》，是天主教会出版的教理問答全書，完整收錄天主教會的教義及信仰生活指引，以作為各地教會進行教理講授的參考教材，同時是「為所有其他的基督信徒一本有益的讀物。」

## 概要
本書是教宗若望保祿二世於1985年的世界主教會議特別會議中決定編寫的，若望保祿二世於1992年12月7日在羅馬聖母大殿內向世界各國主教團教義委員會的主任委員宣布出版。
作為一本參考用書，不能不能取代《聖經》，但為大公教會提供傳揚信仰的準則。

## 內容
本書共四大部分：
- 第一部分：信仰的宣認
- 第二部分：基督奧跡的慶典
- 第三部分：在基督內的生活
- 第四部分：基督徒的祈禱

## 外部鏈結
- 天主教方濟會思高聖經推廣中心(在線閲讀) （页面存档备份，存于）
- 天主教教理(繁體中文)PDF （页面存档备份，存于）
- 天主教香港教區-教理中心教區教理委員會
- 天主教教理 (繁體中文) - Android （页面存档备份，存于）
- 天主教教理 (简化字中文) - Android （页面存档备份，存于）